# Gryon parakenyotum
Gryon parakenyotum är en stekelart som beskrevs av G. Mineo 1990. Gryon parakenyotum ingår i släktet Gryon och familjen Scelionidae. Inga underarter finns listade i Catalogue of Life.